# Columnea ulei
Columnea ulei är en tvåhjärtbladig växtart som beskrevs av Rudolf Mansfeld. Columnea ulei ingår i släktet Columnea och familjen Gesneriaceae. Inga underarter finns listade i Catalogue of Life.